# Clethra papuana
Clethra papuana är en tvåhjärtbladig växtart som beskrevs av J. J. Smith. Clethra papuana ingår i släktet Clethra och familjen Clethraceae. Utöver nominatformen finns också underarten C. p. trichostyla.